# Компактная люминесцентная лампа

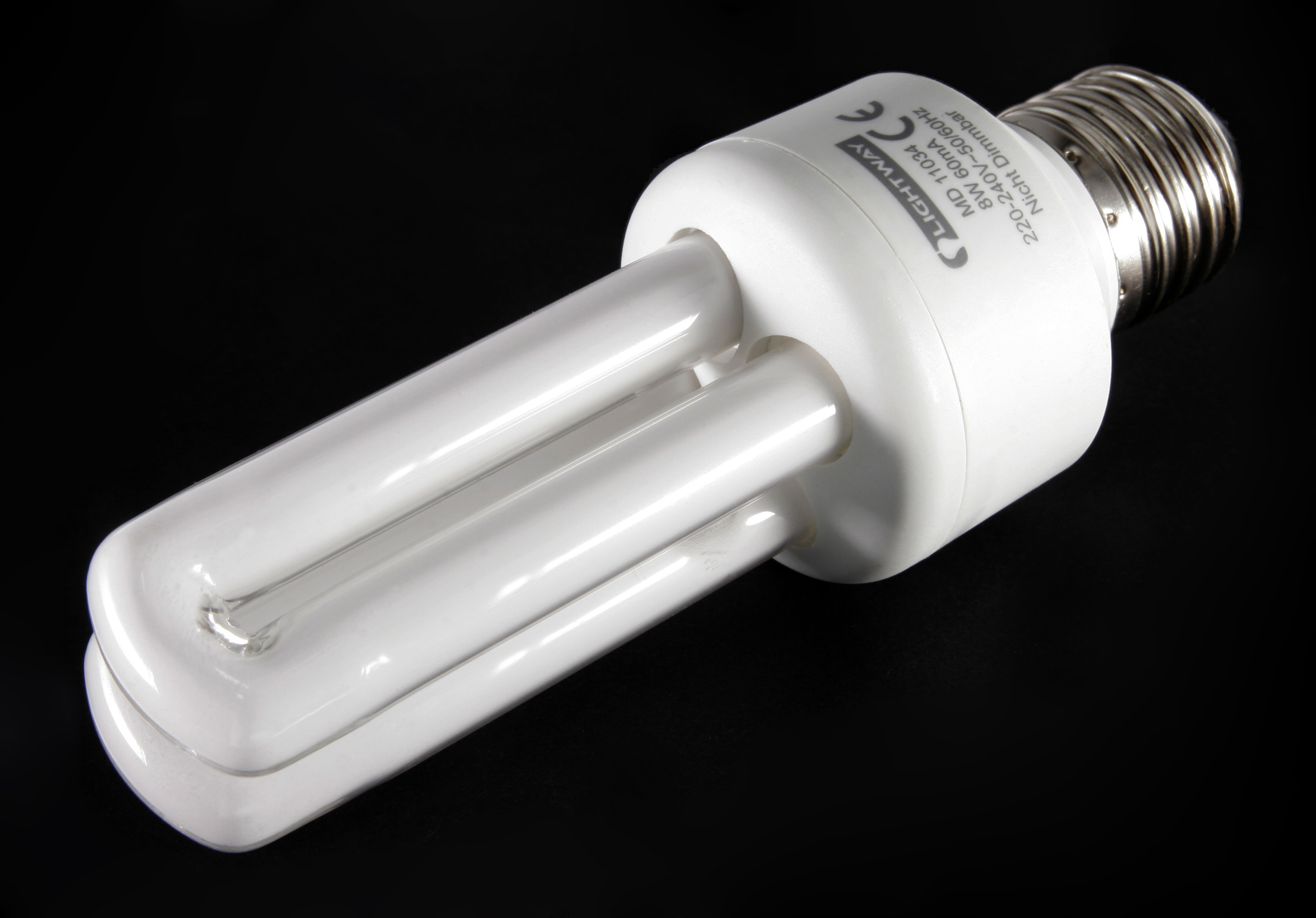
Компактная люминесцентная лампа со встроенным в цоколе (Е27) электронным ПРА

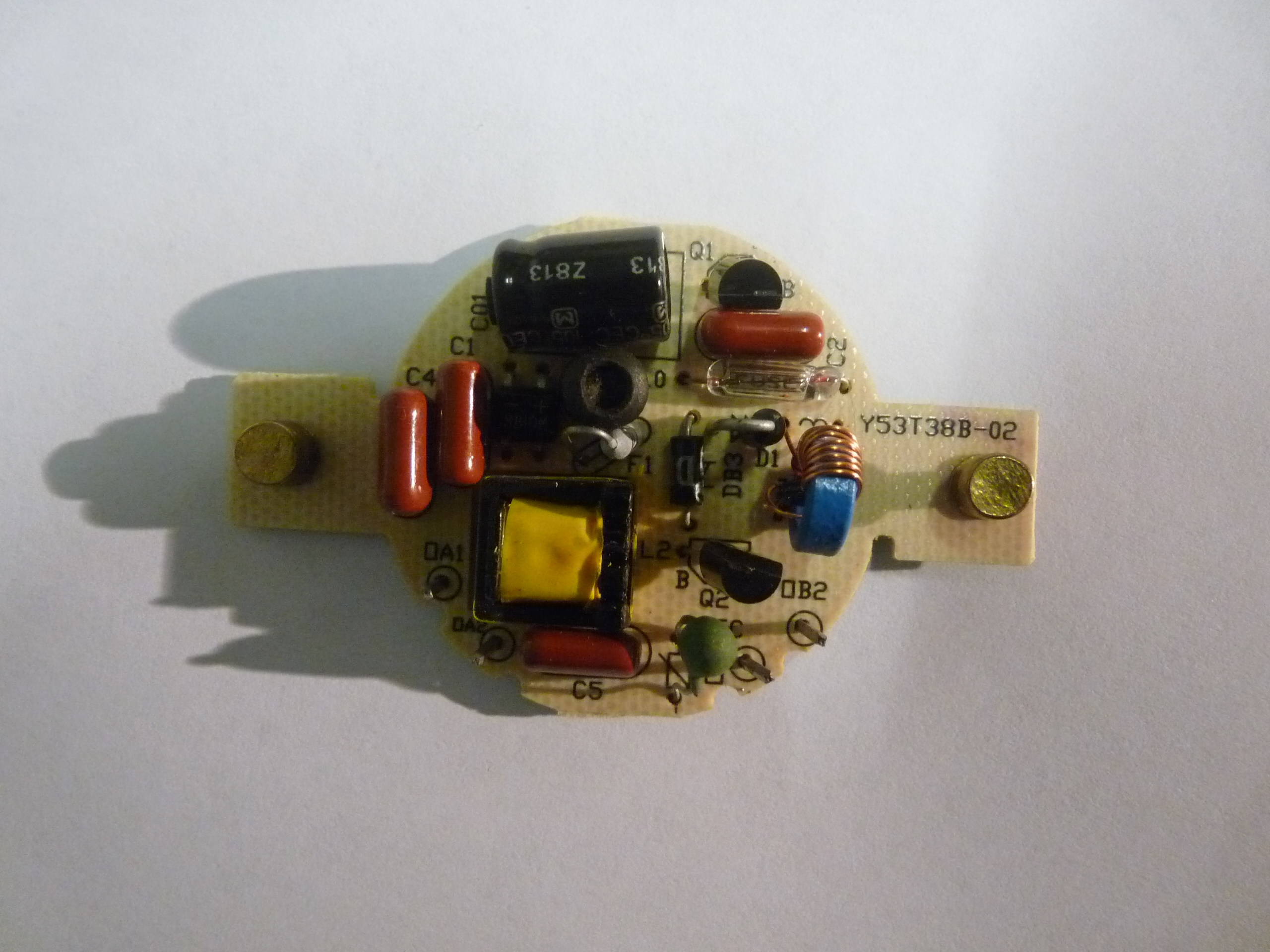
Электронный пускорегулирующий аппарат лампы типоразмера GX53 для компактных бытовых светильников

Инструкция по использованию энергосберегающей лампы

Компа́ктная люминесце́нтная ла́мпа (КЛЛ) — люминесцентная лампа, имеющая изогнутую форму колбы, что позволяет разместить лампу в светильнике меньших размеров. Такие лампы нередко имеют встроенный электронный пускорегулирующий аппарат (ЭПРА) либо встроенный стартер с неоновой биметаллической лампой и конденсатором, предполагая расположение токоограничивающего реактивного сопротивления (дросселя) в конструкции светильника. Компактные люминесцентные лампы разработаны для применения в конкретных специфических типах светильников либо для замены ламп накаливания — в обычных.
Часто компактные люминесцентные лампы называют энергосберегающими лампами, что не совсем точно, поскольку существуют энергосберегающие лампы и на других физических принципах, например светодиодные или люминесцентные лампы линейного типа с пониженным содержанием ртути и меньшим диаметром трубки.
Также выпускаются индукционные безэлектродные лампы с шарообразной колбой без спиралей накаливания (слабое место обычных люминесцентных ламп). Для возбуждения разряда в газе используется индуктор, питаемый высокочастотным напряжением, в одном корпусе с лампой собран и высокочастотный импульсный преобразователь на полевых транзисторах.

## Типы цоколя
Существуют несколько типов цоколей компактных люминесцентных ламп: штырьковые и резьбовые. Наиболее распространённые штырьковые:
- 2D
- G23
- 2G7
- G24Q1
- G24Q2
- G24Q3
- G53

Также выпускаются лампы с резьбовым цоколем для установки в резьбовые патроны E14, E27 и E40 со встроенным электронным пускорегулирующим аппаратом (ПРА). Цокольные гнёзда для таких ламп очень просты для монтажа в обычные светильники, заявленный срок службы таких ламп составляет от 3000 до 15000 часов.

### 2D

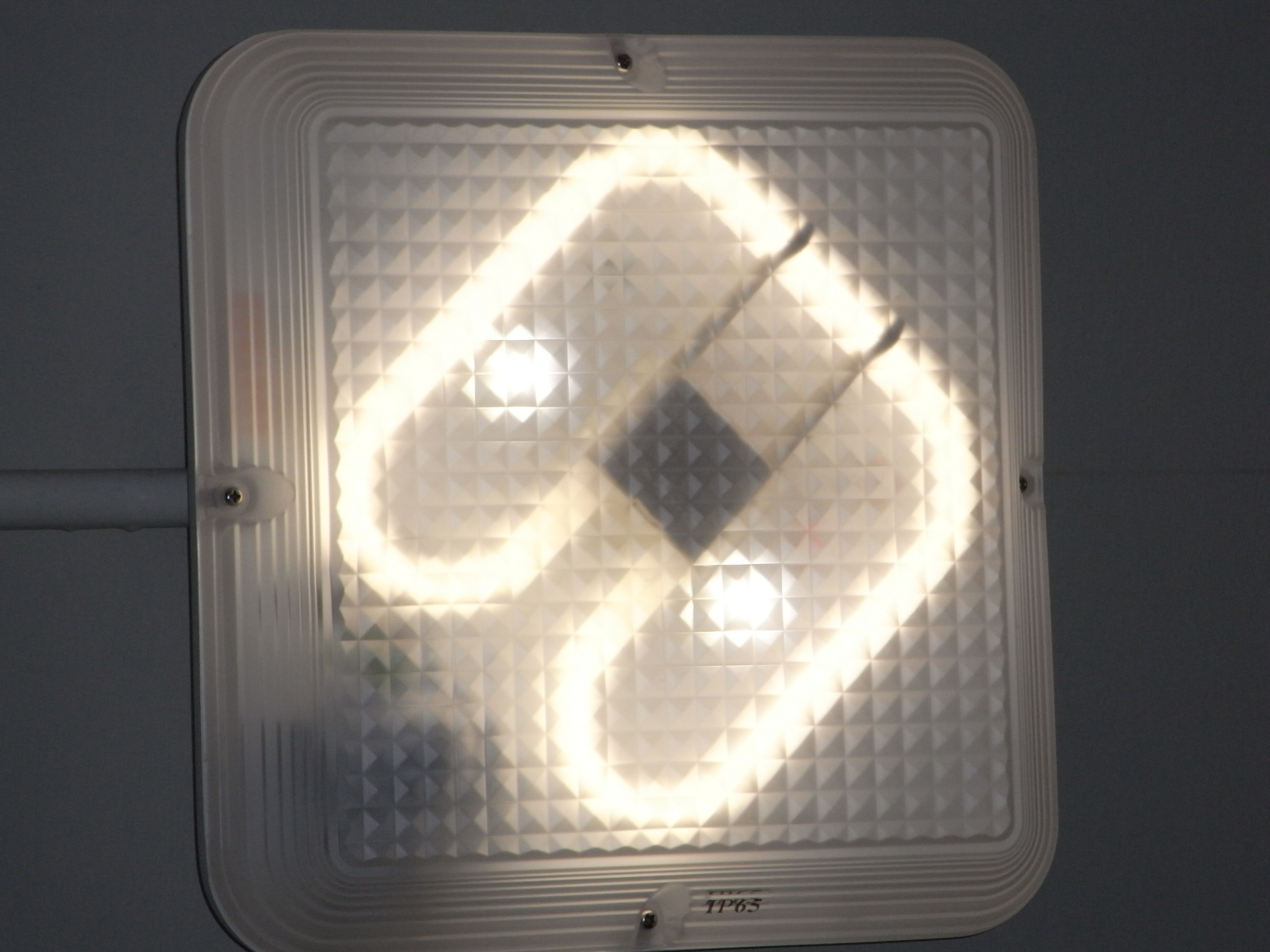
Лампа 2D в герметичном светильнике

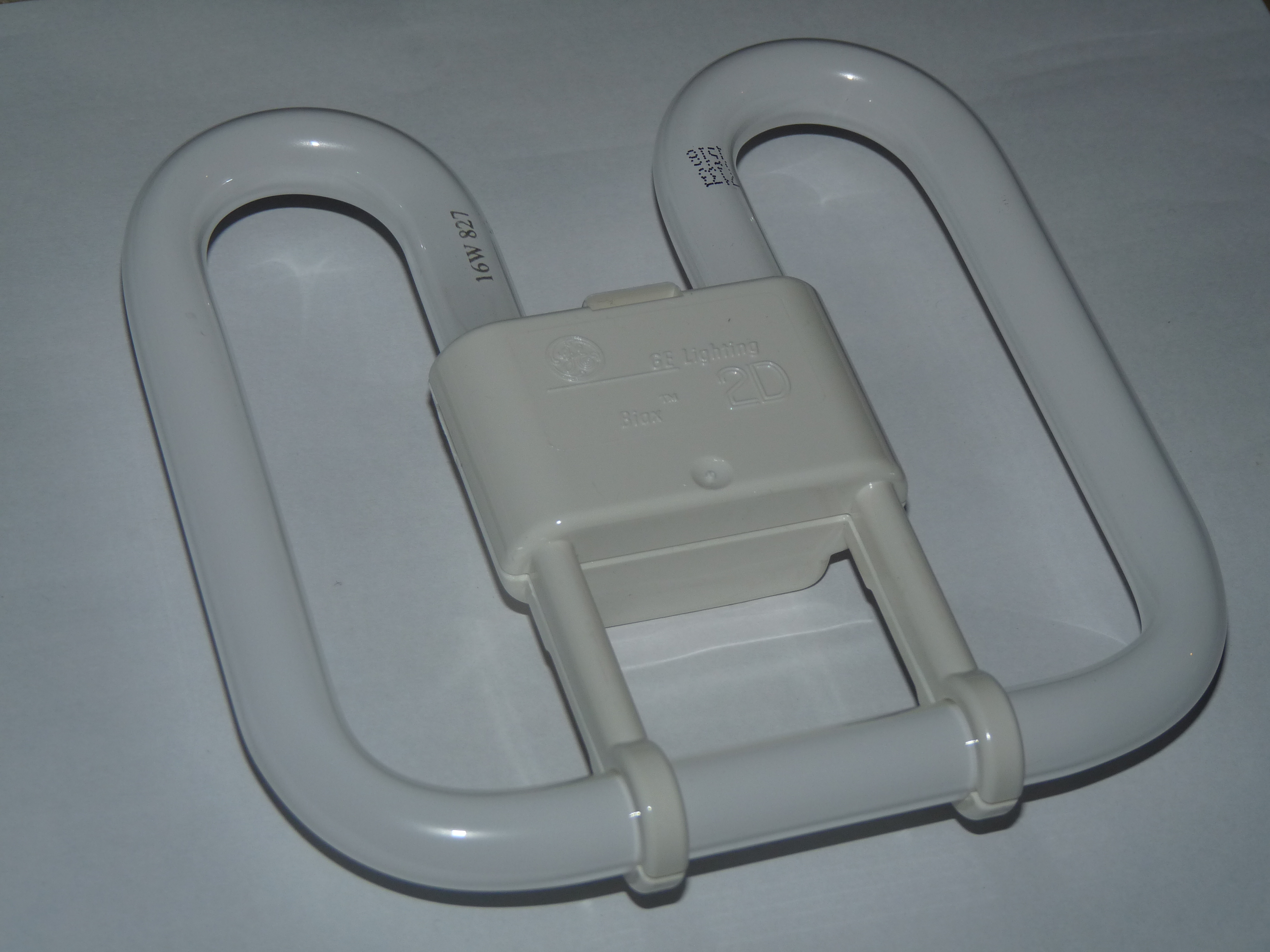
2D мощностью 16 ватт

Представляет собой изогнутую в одной плоскости люминесцентную лампу с очертаниями в форме квадрата. Цоколь представляет собой прямоугольник 36×60 мм, имеет встроенный электронный стартер, в центре — 2 латунных контакта на расстоянии 8 мм друг от друга, в качестве крепления на высоте 20 мм от центра используется пластиковый затвор. Мощность ламп 2D составляет 16, 28 и 36 Вт. Основное применение: в качестве декоративного освещения, иногда встречаются в герметичных светильниках для душевых кабинок и в качестве интегрированного освещения современных душевых кабинок.

### G23

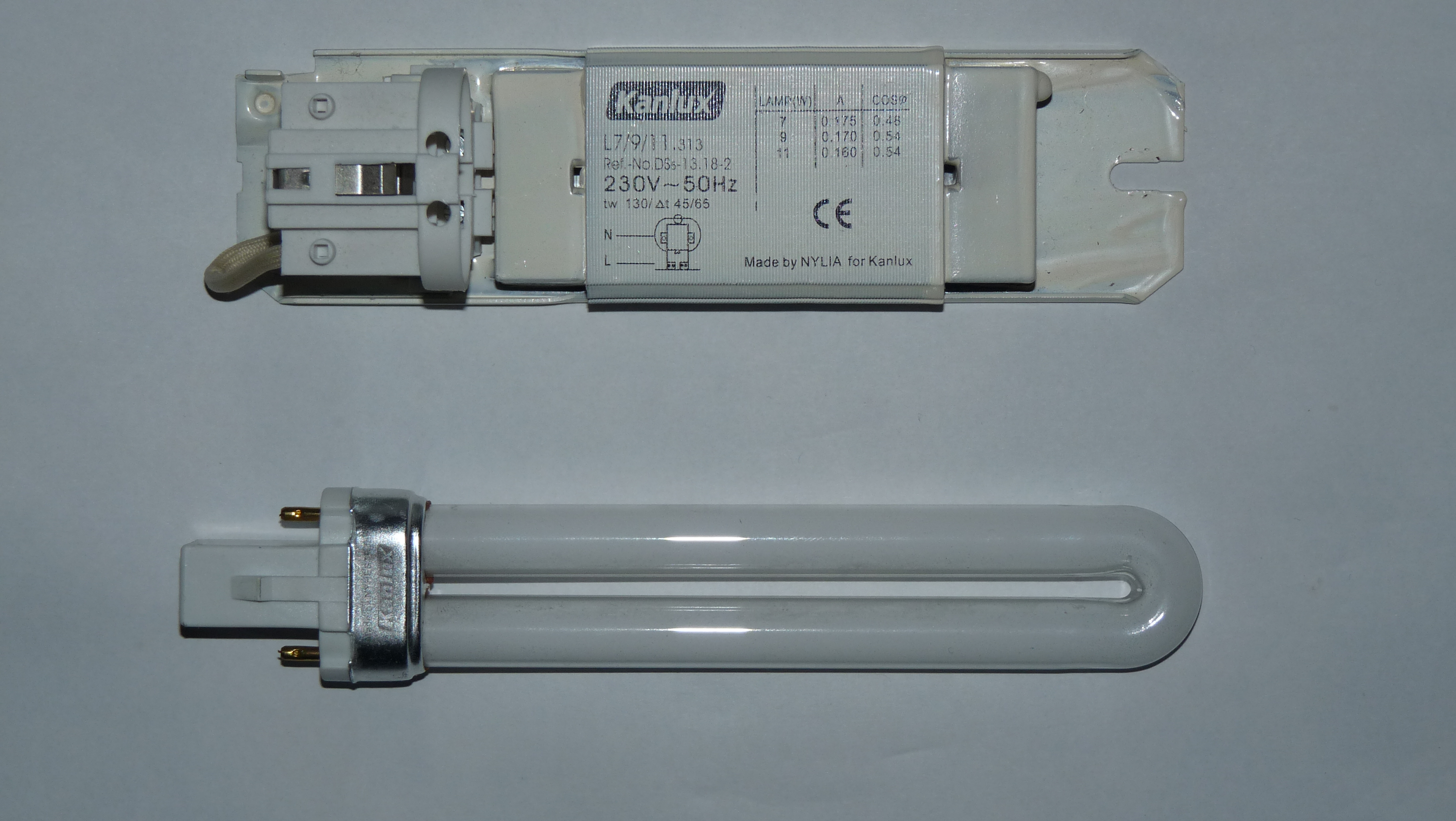
G23 и светильник с индуктивным ПРА

Лампа G23 представляет собой U-образную трубку. Внутри цоколя расположен стартер, для запуска лампы дополнительно необходим только электромагнитный дроссель. Выпускаются на мощность 5—14 Вт. Основное применение — настольные лампы, но зачастую встречаются в светильниках для душевых и ванных комнат. Цокольные гнёзда таких ламп имеют специальные отверстия для монтажа в обычные настенные светильники.

### 2G7
Форма трубки и применение аналогичны G23, но лампа может работать и с электронным ПРА. Стартер и конденсатор отсутствуют, на цоколь выведены четыре контакта.

### G24

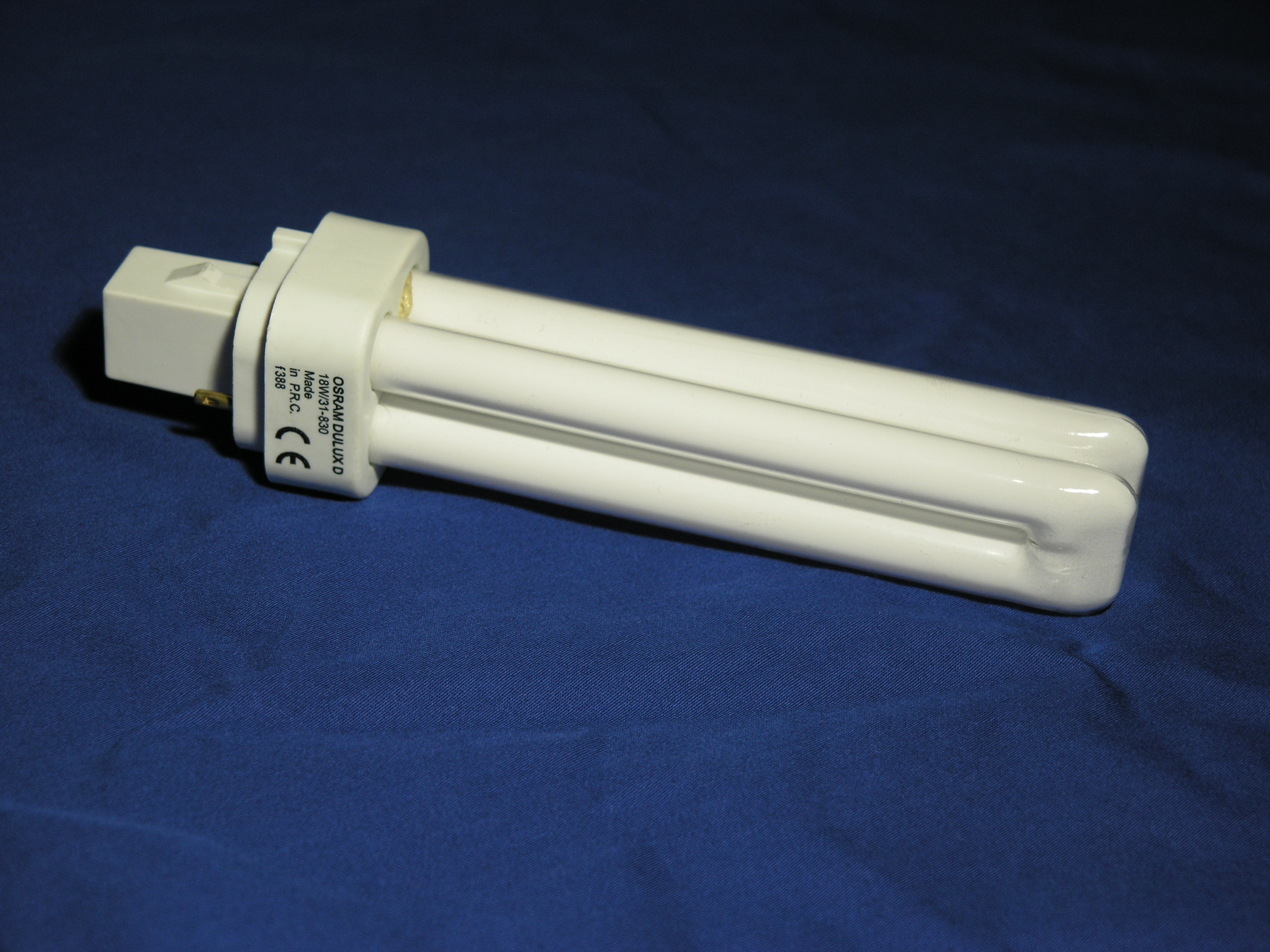
G24

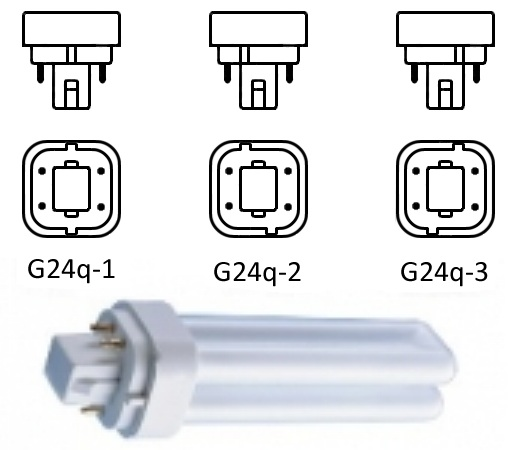
Различия цоколей G24q-1, G24q-2 и G24q-3

Лампа G24 аналогична лампе G23, но трубка лампы изогнута вчетверо. Выпускаются на мощность от 10 до 36 Вт. Применяются как в промышленных, так и в бытовых светильниках. Лампы с двухштырьковым цоколем G24d предназначены для использования с электромагнитными ПРА (ЭмПРА). Цоколи этих ламп содержат стартер и конденсатор для подавления электромагнитных помех. Лампы с четырёхштырьковым цоколем G24q предназначены для использования с электронными ПРА (ЭПРА). Цоколи G24q-1, G24q-2 и G24q-3 различаются расположением направляющих штырьков.

### G53

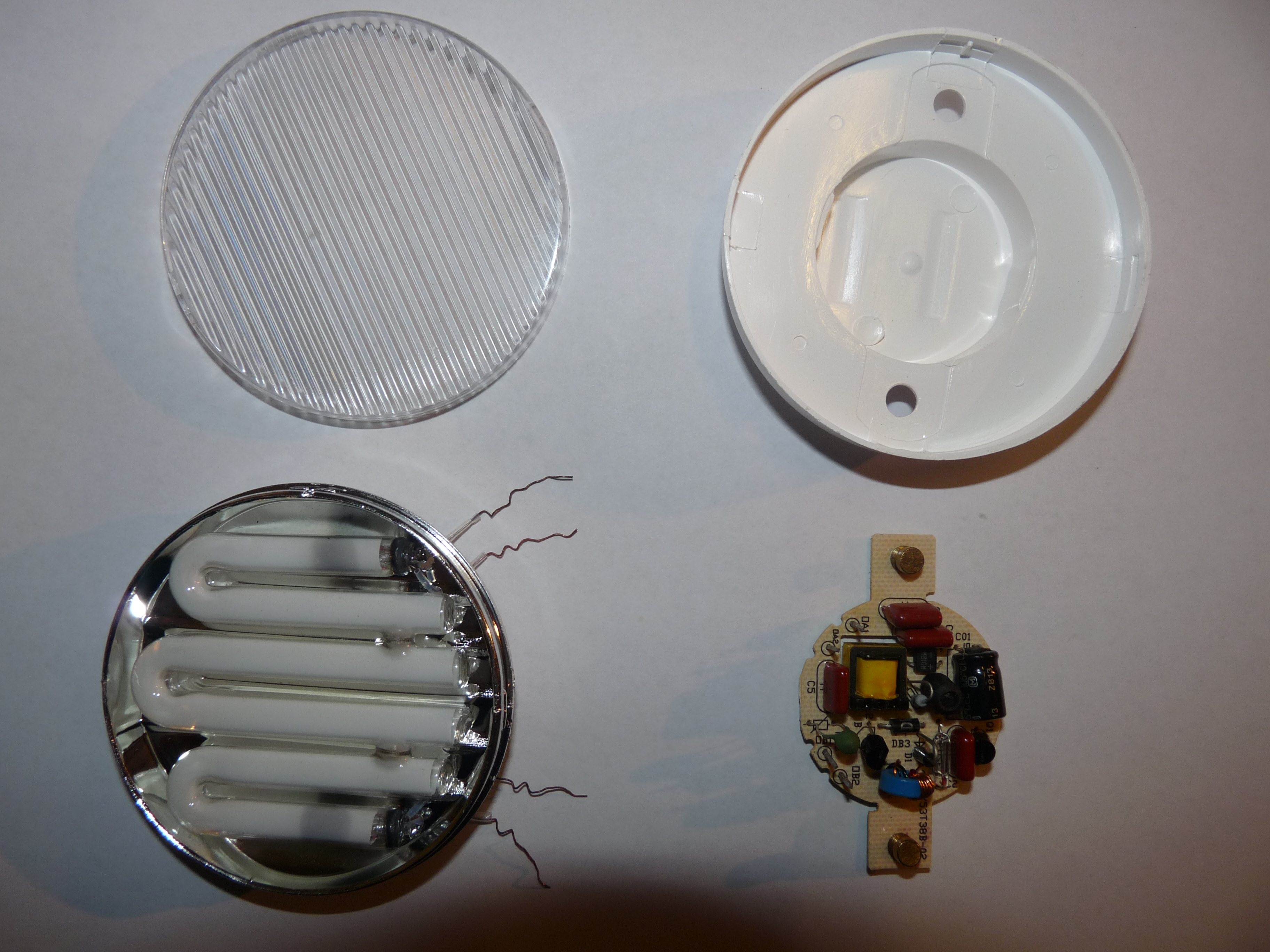
Устройство лампы G53

Лампы G53 представляют собой диск, толщиной 16—20 мм и диаметром около 73 мм, в котором располагается изогнутая люминесцентная трубка. Лампа оснащена встроенными отражателем, рассеивателем и электронным пускорегулирующим аппаратом (ЭПРА). Цоколь таких ламп имеет 2 латунных Т-образных контакта по бокам на расстоянии 53 мм друг от друга. Мощность таких ламп составляет от 6 до 11 ватт, светильники для ламп этого типа выпускаются как в герметичном исполнении IP44 для влажных помещений, так и в обычном — для монтажа в гипсокартонный или натяжной потолок на замену более энергоёмким и пожароопасным галогенным лампам.

### Е14, Е27 и E40

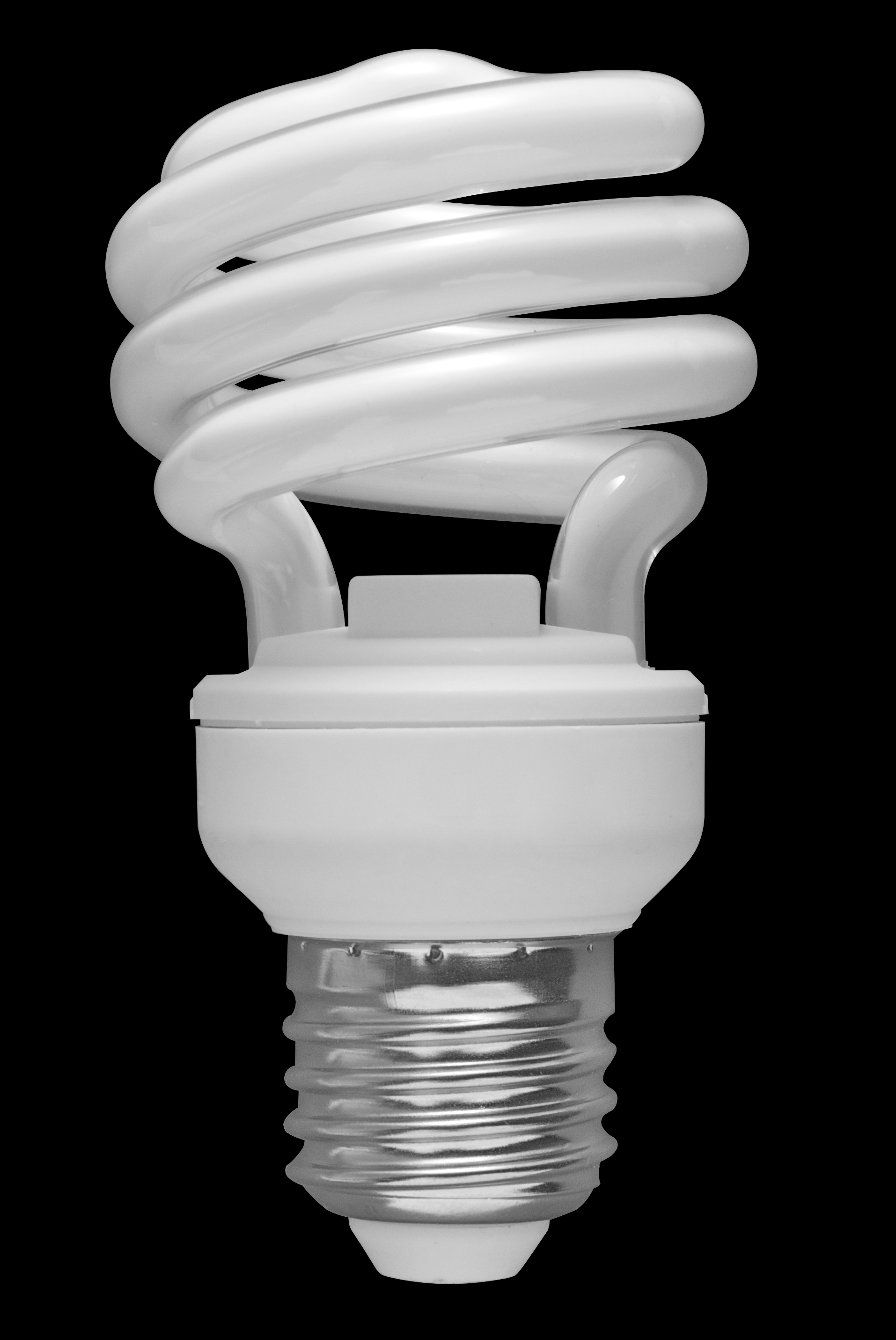
Лампа E27 без рассеивателя

Предназначены для установки в патрон вместо ламп накаливания. Эти лампы уже имеют встроенный электронный ПРА. Впервые появились на рынке в конце 1980-х. Цоколи ламп Е14, Е27 и E40 имеют резьбу диаметром 14 мм, 27 мм и 40 мм соответственно, что позволяет производить монтаж в стандартные бытовые и промышленные патроны (E14 для патрона «миньон», E27 для стандартного бытового патрона и E40 для стандартного промышленного патрона). В целом, типичная люминесцентная лампа со встроенным ПРА по габаритам крупнее лампы накаливания при равном световом потоке, в отличие от более компактных светодиодных ламп, поэтому такая замена возможна не для всех светильников. Лампы под такой патрон выпускаются как с открытой трубкой, так и с рассеивателем, представляющим собой колпак из матированного стекла.

## Маркировка и цветовая температура
| Параметр                                                                     | Значение  |
| ---------------------------------------------------------------------------- | --------- |
| Потребляемая мощность                                                        | 11 Вт     |
| Световой поток                                                               | 535 лм    |
| Цветовая температура                                                         | 2700 К    |
| Тип цоколя                                                                   | Е27       |
| Напряжение                                                                   | 220-240 В |
| Частота питающей сети                                                        | 50/60 Гц  |
| Номинальный срок службы (при работе примерно 2,7 часов в день / время службы | 8 лет     |

Трёхцифровой код на упаковке лампы содержит, как правило, информацию относительно качества света (индекс цветопередачи и цветовой температуры).
Первая цифра — индекс цветопередачи в 1х10 Ra (чем выше индекс, тем достоверней цветопередача; компактные люминесцентные лампы имеют 60—98 Ra).
Вторая и третья цифры указывают на цветовую температуру лампы.
Таким образом, маркировка «827» указывает на индекс цветопередачи в 80 Ra и цветовую температуру в 2700 К (что соответствует цветовой температуре лампы накаливания).
Наиболее распространены компактные люминесцентные лампы с коррелированной цветовой температурой 2700 K, 4000 K, 4500 K, 6500 K.
Кроме того, индекс цветопередачи может обозначаться в соответствии с DIN 5035, где диапазон цветопередачи 20—100 Ra поделён на 6 частей — от 4 до 1А (нем.).
Работа 2,7 часа в день или 2,74 часа в день указывается производителями из-за простоты расчётов и сравнения с другими типами ламп, так как при таком графике лампа за один год проработает примерно 1000 часов. Столь малое время работы в сутки производители объясняют средним временем работы всех ламп в квартире, включая в расчёт и те, которые используются короткое время (например, в санузле).

## Спектр КЛЛ

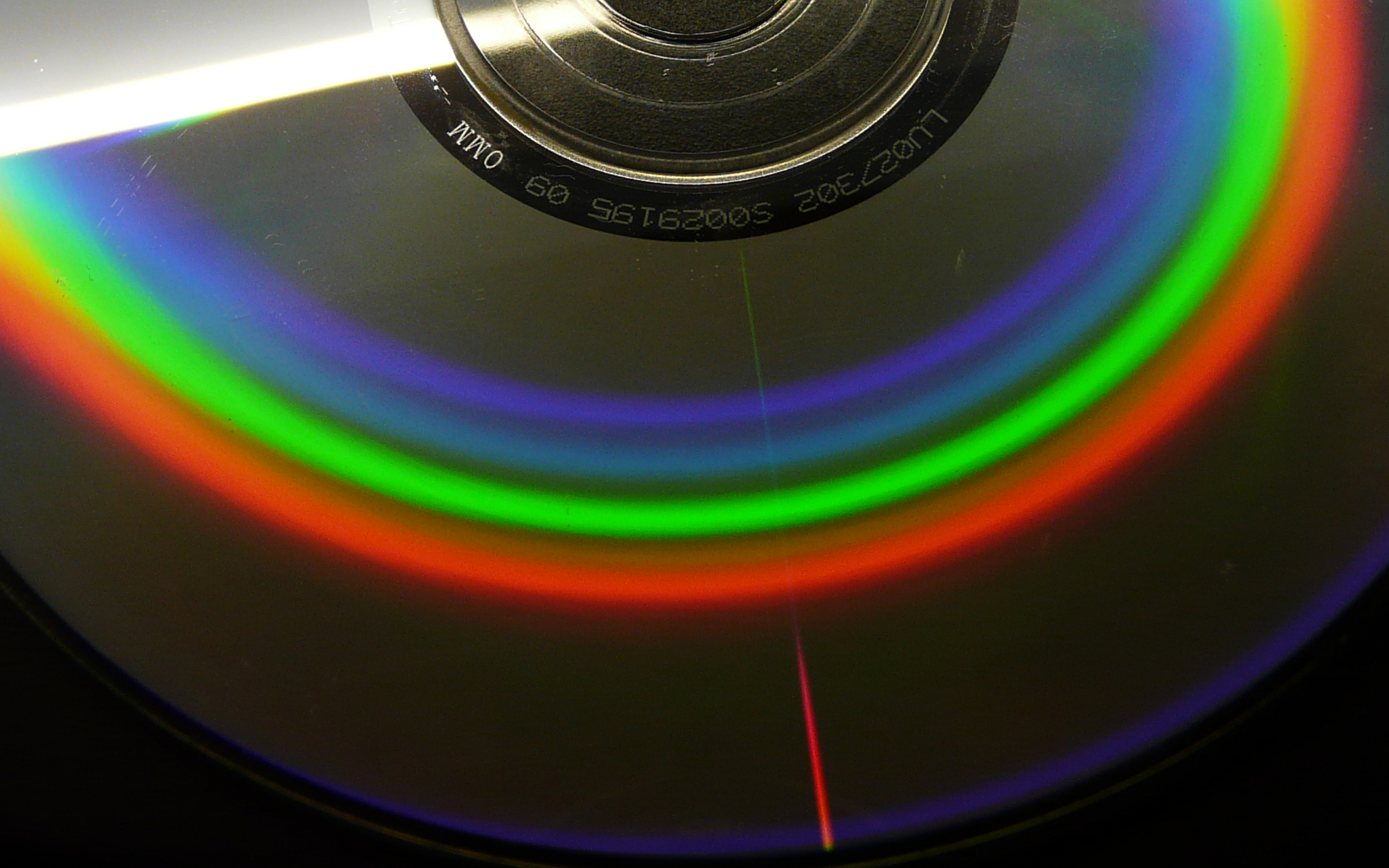
Спектр люминесцентной лампы, видимый в отражении от поверхности компакт-диска

- Спектр такой лампы линейчатый (от 2—3 полос в видимой области для самых дешёвых ламп до 9 для дорогих). Это приводит не только к неправильной цветопередаче, но и к повышенной усталости глаз. (Визуально сравнить спектр ламп можно в радужных отблесках света лампы от компакт-диска.) (данная проблема может быть решена с применением ламп с непрерывным спектром излучения, см. раздел Лампы непрерывного спектра). Кроме того, поскольку люминесцентная лампа — по сути своей не температурный источник света, а лишь имитирует таковой, неверный подбор даже многолинейчатой смеси люминофоров может сделать её спектр неприятным глазу. Также спектр разбалансируется по мере неравномерного старения компонентов смеси в работе.
- В спектре некоторых низкокачественных КЛЛ и трубчатых люминесцентных ламп имеется доля коротковолнового УФ излучения, увеличивающаяся по мере старения люминофора. Ультрафиолет в больших дозах канцерогенен и вызывает пожелтение, обесцвечивание и потерю прочности полимерных деталей, окружающих лампу. В подавляющем большинстве ламп УФ спектр полностью задерживается боросиликатным стеклом трубки.

## Лампы непрерывного спектра
Компактные люминесцентные лампы непрерывного спектра дают значительно лучшую цветопередачу, светоотдача таких ламп ниже, чем у обычных КЛЛ.
По некоторым данным, использование ламп, излучающих свет с непрерывным спектром, благоприятнее сказывается на здоровье, нежели использование обычных компактных люминесцентных ламп со светом линейчатого спектра (нем.).

## Цветные и специальные лампы

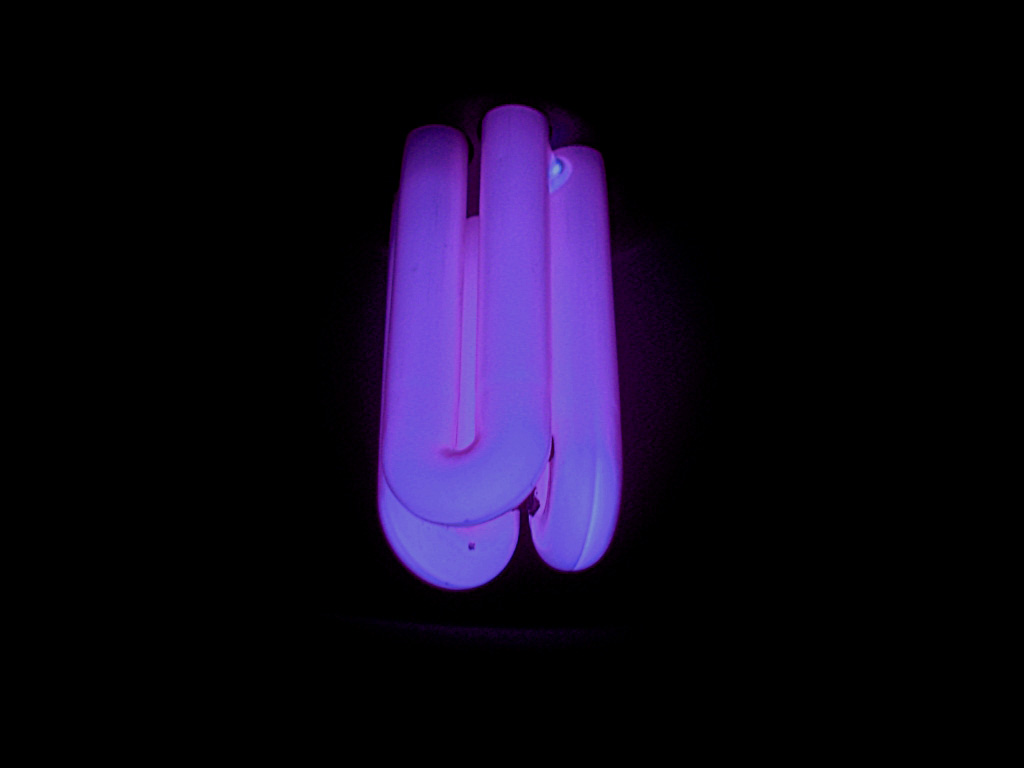
Ультрафиолетовая КЛЛ «чёрного света»

Кроме ламп с оттенками белого, предназначенных для общего освещения, выпускаются также:
- Лампы с люминофором разного цвета свечения (красным, жёлтым, зелёным, голубым, синим, лиловым) — для светового дизайна, художественной подсветки зданий, вывесок, витрин.
- Так называемые «мясные» лампы с розовым люминофором — для подсветки витрин с мясными продуктами, что увеличивает их внешнюю привлекательность.
- Ультрафиолетовые лампы — для ночной подсветки и дезинфекции в медицинских учреждениях, казармах и т. д., а также в качестве «чёрного света» для светового дизайна в ночных клубах, на дискотеках и т. п.

## Сравнение с другими лампами

Сравнение эффективности ламп накаливания, галогенных ламп, компактных люминесцентных ламп (зелёная линия) и светодиодных ламп, по-вертикали оси графика отложена потребляемая мощность в Вт, по горизонтальной оси графики — световой поток в люменах (лм)

По сравнению с лампами накаливания КЛЛ теоретически имеют больший срок службы. Однако из-за повышенных требований к качеству изготовления и условиям эксплуатации срок службы КЛЛ на практике может быть соизмерим или даже оказаться меньше срока службы ламп накаливания. Основными причинами, снижающими срок службы лампы, являются нестабильность напряжения в сети, частые включения-выключения лампы, эксплуатация при повышенной или пониженной температуре окружающей среды.
По энергоэффективности (коэффициенту полезного действия) КЛЛ примерно в 5 раз превосходят лампы накаливания. Однако, в отличие от ламп накаливания, большинство КЛЛ имеет низкое качество как потребителя электроэнерии, которое характеризуется коэффициентом мощности, около 0,5. Низкий коэффициент мощности приводит к искажению формы напряжения в сети, дополнительным нагрузкам и потерям при передаче электроэнергии. Для устранения указанного недостатка ЭПРА некоторых ламп снабжаются корректорами коэффициента мощности.
Новые разработки позволили использовать энергосберегающую лампу совместно с устройствами снижения/увеличения освещения (диммерами). Для диммирования компактных люминесцентных ламп светорегуляторы, разработанные для ламп накаливания, не подходят — в этом случае следует использовать КЛЛ только со специальными электронными пускорегулирующими аппаратами (ЭПРА) с возможностью управления.
Благодаря применению электронного ПРА КЛЛ имеют улучшенные характеристики по сравнению с традиционными люминесцентными лампами — более быстрое включение, отсутствие мерцания и жужжания. Также существуют лампы с системой плавного запуска. Система плавного запуска прогревает электроды лампы при включении в течение 1—2 секунд: это значительно продлевает срок службы лампы, но все же не позволяет избежать эффекта «временной световой слепоты».
В то же время компактные люминесцентные лампы по габаритам, энергоэффективности и сроку службы проигрывают светодиодным лампам, а по световой отдаче уступают газоразрядным металлогалогенным лампам.
КЛЛ с индуктивным возбуждением электрического разряда в газе имеют ещё больший срок службы (15 000—18 000 часов), их срок службы не уменьшается от частых включений и выключений, и имеют более широкий температурный диапазон работы.

## Сравнение потребляемой мощности КЛЛ и ЛН
| Мощность КЛЛ, Вт | Мощность ЛН, Вт | Световой поток, Лм |
| ---------------- | --------------- | ------------------ |
| 5                | 25              | 250                |
| 8                | 40              | 400                |
| 12               | 60              | 630                |
| 15               | 75              | 900                |
| 20               | 100             | 1200               |
| 24               | 120             | 1500               |
| 30               | 150             | 1900               |

Соотношение мощностей КЛЛ и ЛН при равном световом потоке составляет приблизительно 1:5.
Пояснения к таблице:
- КЛЛ — компактные люминесцентные лампы;
- ЛН — лампы накаливания.

Субъективное восприятие яркости может меняться в зависимости от цветовой температуры. Например, теплый свет с цветовой температурой 2700 К кажется более мягким и потому менее ярким, чем свет с цветовой температурой 4200 К, который называется «белым» светом или «более холодным» и визуально выглядит более резким. 6400—12000 К лампы вообще неофициально называют «синим» и некомфортным «холодным светом». Яркость холодного света трудно определить визуально в силу некомфортности и субъективности его индивидуального восприятия.

## История

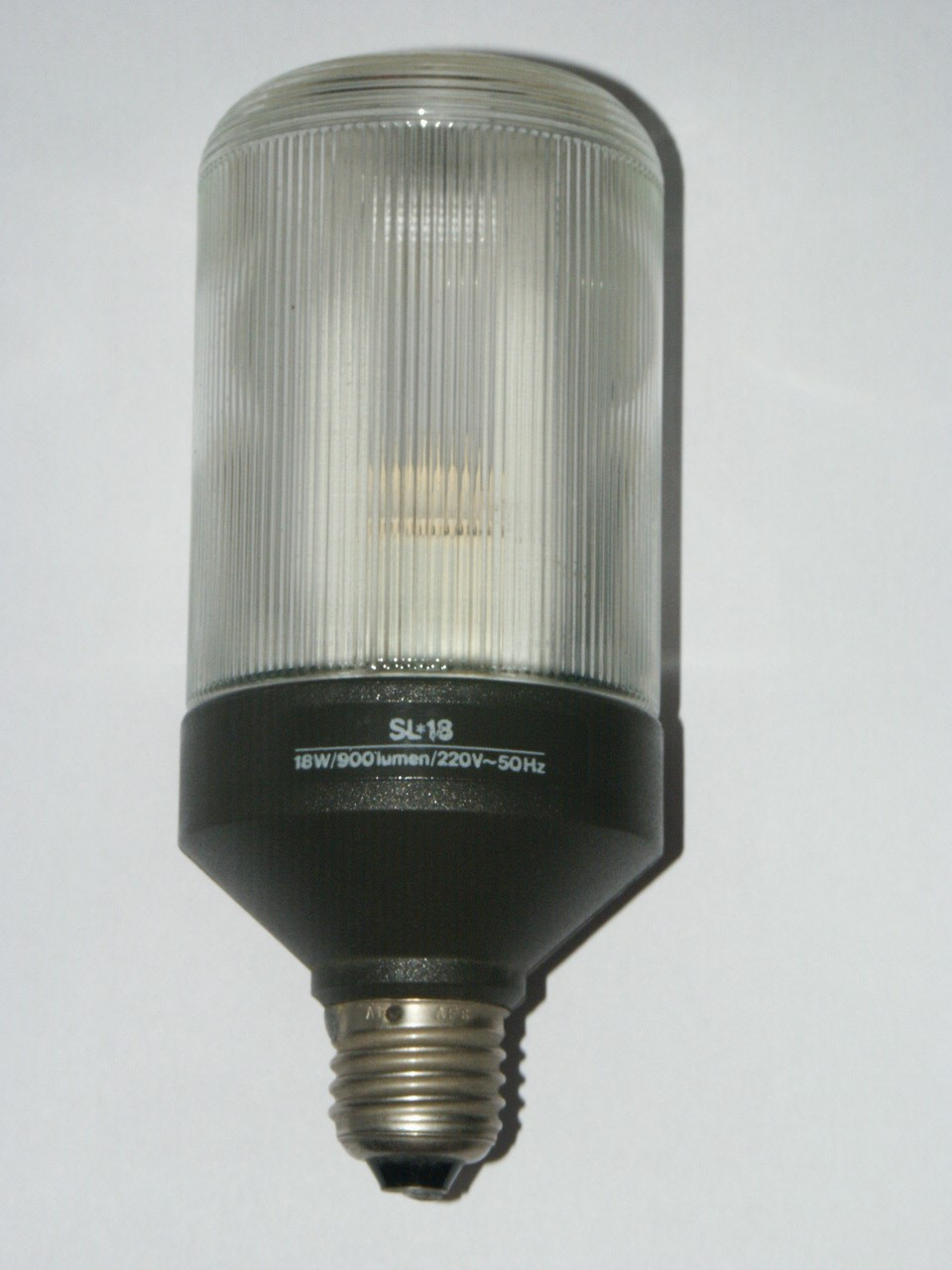
Ранняя модель компактной люминесцентной лампы: Philips SL 18

Первые компактные люминесцентные лампы (КЛЛ) появились на мировом рынке в конце 1980-х.
Патентная заявка на компактную люминесцентную лампу со встроенным электронным ПРА была подана в 1984 году.

## Достоинства
- Высокая светоотдача (световой КПД): при равной потребляемой из сети мощности световой поток КЛЛ в 4—6 раз выше, чем у лампы накаливания, что даёт экономию электроэнергии 75—85 %.
- В отличие от лампы накаливания, КЛЛ не является точечным источником, а излучает свет всей поверхностью колбы.
- Длительный срок службы в непрерывном цикле эксплуатации (без частого включения/выключения).
- Возможность создания ламп с различными значениями цветовой температуры, а также ламп различных цветов и мягкого ультрафиолета с высоким КПД.
- Нагрев корпуса и колбы значительно ниже, чем у лампы накаливания. Впрочем он всё же имеет определённое место, в отличие от светодиодного освещения.
- В отличие от традиционных «ламп дневного света» с электромагнитным дросселем, трубка которых питается переменным напряжением с частотой питающей сети, КЛЛ не производит стробоскопический эффект на вращающихся деталях оборудования и в иных тому подобных ситуациях.

## Недостатки

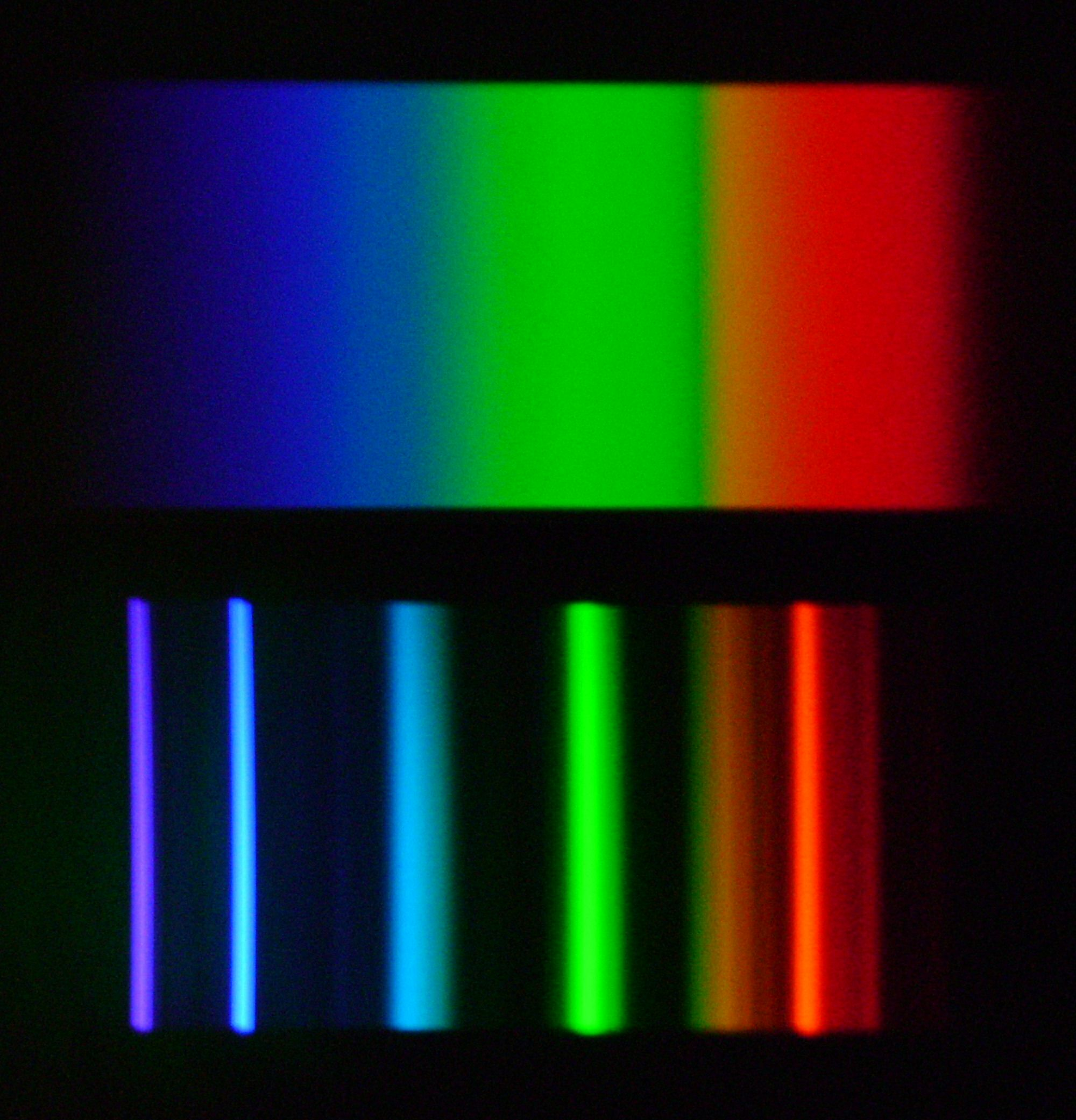
Спектр излучения: непрерывный 60-ватной лампы накаливания (вверху) и линейчатый 11-ватной компактной люминесцентной лампы (внизу), линейчатый спектр излучения может вызвать искажения в цветопередаче

Несмотря на то, что использование компактных люминесцентных ламп действительно способствует экономии электроэнергии, опыт массового применения в быту выявил целый ряд проблем, главная из которых — короткий срок эксплуатации в реальных условиях бытового применения, иногда сравнимый со сроком службы ламп накаливания.

### Неполная совместимость с существующей инфраструктурой освещения
- КЛЛ не рассчитаны на частые включения. Интервал между включениями, устанавливаемый гарантийными условиями для достижения положенной наработки, может быть больше двух минут (это связано с работой простых схем предпускового разогрева). При этом правильно сконструированная лампа зажигается не мгновенно, а спустя примерно 0,5—1 секунд после подачи напряжения, что создаёт дополнительный дискомфорт. Лампа же, включающаяся мгновенно, без предварительного прогрева катодов, теряет при каждом включении значительную часть срока службы. Всё это препятствует применению КЛЛ в различных автоматических схемах с датчиками движения, гирляндах, световой сигнализации, в санузлах и т. п.
- Компактные люминесцентные лампы несовместимы с диммерами обычных типов (включаемых последовательно с лампой). Диммеры для таких ламп существуют, но требуют особого подключения с прокладкой дополнительных проводов[3].
- Зажигание бытовых КЛЛ не гарантировано при отрицательных температурах и понижении напряжения питания более чем на 10 %. Повышенная влажность и выпадение конденсата приводят к пробоям в схеме электронного ПРА, где в момент зажигания действуют напряжения порядка 1000 вольт. При работе в закрытой арматуре или при повышенной температуре окружающей среды перегрев колбы приводит к «покраснению» спектра лампы и значительному уменьшению светоотдачи, а при дальнейшем увеличении температуры выходит из строя электронный ПРА. Всё это делает применение КЛЛ во влажных и неотапливаемых помещениях и на открытом воздухе (в том числе в герметичных светильниках), а также в ряде ответственных применений нецелесообразным[4].
- Невозможность использования без специальных устройств в системах аварийного освещения, так как КЛЛ имеет некоторое минимальное напряжение, при котором возможен её запуск. В отличие от них, лампы накаливания могут светить даже при «проседании» сетевого напряжения, например в случае ЧП[5].
- Коэффициент мощности большинства КЛЛ с ЭПРА 0,92—0,97[источник не указан 4690 дней], у КЛЛ с вынесенным электромагнитным ПРА без фазосдвигающего конденсатора 0,5. Во многих лампах бросок пускового тока ничем не ограничен и может привести к импульсным помехам по сети. Также большинство продаваемых КЛЛ не имеет электромагнитных фильтров и экранов, защищающих от наводок окружающую радиоаппаратуру. В дешевых лампах отсутствуют схемы коррекции коэффициента мощности, и для его повышения производители снижают ёмкость сглаживающего конденсатора, что в свою очередь ведет к увеличению коэффициента пульсаций светового потока лампы.
- Совместное воздействие повышенной температуры внутри компактной конструкции и перенапряжений в сети (импульсных или продолжительных) снижает надёжность работы электронных компонентов ПРА КЛЛ. В отношении термического режима предпочтительнее лампы с вынесенным ПРА, позволяющим лучше организовать охлаждение и применять более мощные компоненты с большим запасом по параметрам.

### Периодическое самопроизвольное вспыхивание выключенной лампы
Большое внутреннее сопротивление и значительная ёмкость отключённой лампы приводят к тому, что даже небольшие утечки тока в её цепи способны постепенно зарядить конденсатор ЭПРА до напряжения включения инвертора ЭПРА и кратковременного пробоя газового промежутка лампы. При достижении этого напряжения лампа на мгновение вспыхивает, при этом конденсатор ЭПРА разряжается, а затем снова начинает накапливать заряд, после чего цикл повторяется. В зависимости от интенсивности утечки период вспышек может составлять от нескольких минут до долей секунды. Об этом недостатке, за редким исключением, производители обычно не сообщают в инструкциях по эксплуатации. Исключение составляют лампы, оснащённые устройством «мягкого пуска»: в них данный неприятный эффект отсутствует.
Эти вспышки и порождаемый ими звук могут раздражать, особенно ночью, и, по некоторым данным, способны привести к преждевременному выходу лампы из строя. Кроме того, они иногда создают помехи в радиоэлектронных устройствах.

#### Причины
Причинами периодических вспышек могут служить:
- Использование широко распространённых выключателей с неоновой или светодиодной подсветкой. Мигают очень многие КЛЛ, зачастую часто, как стробоскоп, некоторые модели мигают даже в полную яркость.
- Установка выключателя в разрыв нулевого провода. Случаи мигания редки.
- Прочие механизмы утечки. Обычно — очень длинный провод от выключателя до разрыва (распайки) питающей линии лампы. Такой провод (особенно если он длиной более метра) становится при разомкнутом выключателе своеобразным конденсатором, пропускающим переменный ток в достаточном для вспышек количестве. Лампы мигают в основном дешевые без плавного старта, мигание происходит примерно раз в 10 секунд до 2 минут.

#### Устранение
- Для ликвидации этого эффекта необходимо параллельно светильнику включить параллельно в цепь питания конденсатор ёмкостью 0,33—0,68 мкФ на напряжение не ниже 400 В, пригодный для работы в цепях переменного тока — бумажный, например, МБГЧ или полиэтилентерефталатный, например, К73-16. Применение электролитических конденсаторов недопустимо[3]. Этот способ можно рекомендовать и для устранения схожего эффекта в светодиодных лампах. Конденсатор при таком включении практически не потребляет энергию, подлежащую учёту бытовым счетчиком электроэнергии, так как через него протекает реактивный ток и потери в диэлектрике качественных современных конденсаторов ничтожны.
- Если вспыхивание вызвано установкой выключателя в разрыв нулевого провода, необходимо переключить его в разрыв фазного провода.
- Если в светильнике или люстре несколько ламп, можно одну из них заменить на лампу накаливания, это также поможет устранить эффект вспыхивания.
- При использовании выключателя с подсветкой можно попробовать увеличить сопротивление в цепи питания подсветки (для светодиодных — в 2—4 раза, а для неоновых до 2 МОм). В большинстве случаев это устранит вспышки, если нет, следует воспользоваться другими методами.

### Экологические аспекты
- В колбе КЛЛ содержится металлическая ртуть, что даже при налаженной системе утилизации отслуживших ламп представляет опасность при повреждении такой лампы в быту. Однако в современных амальгамированных лампах количество ртути снижено уже до 5—7 мг на лампу средней мощности, и, по утверждениям производителей, специальная демеркуризация помещения при разрушении колбы лампы в таком случае не требуется.
- КЛЛ технологически представляет собой сочетание обычной стеклянно-вольфрамовой лампы накаливания сложной конфигурации (колба), специфических для ЛДС химических веществ (ртуть, люминофоры, покрытия катодов) и схемы полупроводникового высокочастотного преобразователя (трансформатор), совокупные экологические издержки производства которых (добыча редких элементов, изготовление электронных схем, затраты энергии в производстве и т. п.) значительны и должны быть тщательно просчитаны, чтобы не перекрыть выгоды от перехода на КЛЛ с традиционных ламп накаливания. Тем более что требования к качеству света (и сложности состава люминофора), к надёжности (и сложности) ЭПРА непрерывно растут, вынуждая производителей дополнительно усложнять технологию.
- 24 сентября 2014 года Россия подписала Минаматскую конвенцию по ртути. По этой конвенции, с 2020 г. будет запрещено производство, импорт или экспорт предметов, содержащих ртуть. Под запрещение Минаматской конвенции попадают лампы люминесцентные малогабаритные общего освещения мощностью 30 ватт или менее, и содержанием ртути свыше 5 мг в колбе ламп. Это не относится к компактным люминесцентным лампам, в которых содержание ртути (см. ниже) составляет 3—5 мг.

## Утилизация
Компактные люминесцентные лампы содержат 3—5 мг металлической ртути, ядовитого вещества 1-го класса опасности («чрезвычайно опасные»).
Разрушенная или повреждённая колба лампы высвобождает пары ртути, что может вызвать отравление ртутью. Зачастую на проблему утилизации люминесцентных ламп в России индивидуальные потребители не обращают внимания, а производители стремятся отстраниться от проблемы. На упаковке ламп такого производителя, как Navigator отсутствует информация о наличии ртути в продукте и необходимости утилизации. Продукт маркируется как «лампа энергосберегающая», а не «лампа люминесцентная». К примеру, у продукции EKF и Camelion данная информация содержится в прилагаемой к каждой лампе инструкции по эксплуатации.
Если вы разбили энергосберегающую лампу, то необходимо аккуратно собрать осколки колбы, обработать место раствором марганцовки (0,2 % марганцево-кислого калия) и проветрить помещение. Порядок действий подробнее описан в статье демеркуризация.